# Silent Hill: Revelation
Silent Hill: Revelation ist ein kanadisch-französischer Horrorfilm der britischen Regisseurin M. J. Bassett aus dem Jahre 2012. Der Film ist die Fortsetzung von Silent Hill aus dem Jahre 2006, wobei als Vorlage die Handlung des Videospiels Silent Hill 3 diente.
In den deutschen Kinos lief der Film am 29. November 2012 an.

## Handlung
Die Handlung setzt an die Ereignisse des ersten Films an. Rose Da Silva und ihre Tochter Sharon sind in Silent Hill, einer in fallende Asche gehüllten Parallelwelt, gefangen. Rose kann jedoch durch einen Spiegel mit ihrem Mann Christopher Kontakt in der realen Welt aufnehmen und schafft es, ihm Sharon mit einem Amulett zu schicken. Rose bleibt jedoch dort, um den Kult – der Sharon in seiner Gewalt haben will – abzulenken. Sharon hat keine Erinnerung an die Ereignisse in Silent Hill und Christopher belügt sie mit dem Glauben, dass ihre Mutter bei einem Autounfall starb.
Jahre später leben die zu einem Teenager herangewachsene Sharon und ihr Vater unter ihren angenommenen Identitäten Heather und Harry Mason. Um sich vor dem Kult zu verstecken, ziehen die beiden ständig um und verändern in gleichem Maße ihre Identität. Heather leidet an wiederkehrenden Albträumen, in denen sie sich selbst im Vergnügungspark von Silent Hill wiederfindet, wo sie durch die böse Gestalt Alessa in Brand gesteckt wird. Beim Gang zur Schule wird Heather von Douglas Cartland – ein vom Kult angeheuerter Privatdetektiv – über ihre Identität befragt. Heather kann ihn vorerst erfolgreich abwimmeln. In der Schule lernt sie den Studenten Vincent kennen, in den sie panisch rennt, als sich die Schule in einen Albtraum einer alternativen Dimension verwandelt. Nach dem Verlassen der Schule bemerkt sie Douglas wieder und ruft ihren Vater an. Nach dem Anruf wird Harry von einer unsichtbaren Kraft entführt. Später wartet Heather in einem Einkaufszentrum auf Harry, als sich die Wirklichkeit wieder verändert und statt der spielenden Kinder entfesselte monströse Kreaturen auftauchen. Bei der Flucht vor den Monstern wird Heather von Douglas verfolgt, der von einem Monster getötet und verschleppt wird. Nach der Rückkehr in die reale Welt findet Heather den Leichnam von Douglas und flieht.
Als Heather nach Hause zurückkehrt, findet sie eine blutverschmierte Nachricht, die mit den Worten „Komm nach Silent Hill“ an die Wand gemalt wurde. Im Beisein von Vincent nimmt sie das Amulett an sich. Als die Polizei eintrifft, fliehen die beiden nach Silent Hill. Während der Fahrt dorthin offenbart sich Vincent als Sohn der Sektenführerin Claudia Wolf, die ihn beauftragte, Heather zum Kult zu bringen. Jedoch ist er nicht gewillt sie auszuliefern, da sie die gute Hälfte von Alessa ist. Zur gleichen Zeit transformiert sich Silent Hill abermals in eine düstere Parallelwelt. Vincent kann Heather gerade noch die Information zukommen lassen, dass sie die einzige Person ist, die die Macht über die Veränderung der Realität habe und dass Claudias Vater Leonard Wolf – der in einer Irrenanstalt in Silent Hill eingesperrt ist – die nötigen Informationen hätte. Vincent wird von einem Monster verschleppt und Heather wird bewusstlos geschlagen.
Heather wacht im in Asche eingehüllten Silent Hill auf und trifft auf Alessas Mutter Dahlia. Heather fragt sie über den Verbleib ihres Vaters und die andere Hälfte des Amuletts aus. Dahlia offenbart ihr, dass sie selbst die Manifestation der guten Seite von Alessas Seele sei. Als die Dunkelheit einkehrt, rät Dahlia ihr, sich in Sicherheit zu begeben. Währenddessen wird Vincent als Verräter des Kultes angeprangert, da er Heather beschützen will. Claudia beordert ihre Männer mit dem Befehl, Vincent in die Anstalt zu bringen, um ihn zu „heilen“.
In der Anstalt trifft Heather Leonard, der ihr erzählt, dass Claudia ihn eingesperrt habe, weil sie glaube, er sei mit der Dunkelheit infiziert. Leonard erklärt ihr, dass das Amulett zur „Entlarvung der wahren Natur der Dinge“ dient und treibt Heathers Amuletthälfte in seine Brust, wo sich auch die andere Hälfte befindet. Das Amulett reformiert sich und Leonard verwandelt sich in ein Monster, jedoch kann Heather ihn besiegen und ihm das komplette Amulett abnehmen. Kurz darauf wird Heather von den Patienten erfasst, das Monster Pyramid Head erscheint, kämpft gegen die Patienten und rettet Heather somit das Leben. Heather findet Vincent auf eine Liege geschnallt, umgeben von monströsen Krankenschwestern. Heather befreit ihn und beiden gelingt die Flucht. Schließlich kommen die beiden im Vergnügungspark an, wo Harry vom Kult gefangen gehalten wird. Vincent lenkt Claudias Wachen ab, so dass Heather in den Park gelangen kann.
Heather wird mit Alessa konfrontiert. Die beiden kämpfen um die Vorherrschaft, wobei Heather Alessa überwinden und absorbieren kann. Heather findet letztendlich den Weg zum Kult, wo sich Claudia, Vincent und Harry befinden. Claudia definiert Heathers Rückkehr nicht nur mit der Absicht zur Zerstörung Alessas, sondern auch, um als Inkubator zu dienen, der die Geburt ihres Gottes ermöglichen und somit die Welt von den Sünden reinigen soll. Claudia berührt das Amulett und verwandelt sich in das gleiche Monster, das Douglas getötet und zuvor Heather angegriffen hatte. Sie versucht, Heather zu töten, wird aber bei dem Kampf mit dem herbeigeeilten Pyramid Head enthauptet.
Da der Kult zerstört und Alessas Gerechtigkeit entsprochen wurde, endet der Fall der Asche auf die Stadt. Harry entscheidet sich, in Silent Hill zu bleiben, um Rose zu finden. Heather und Vincent verlassen Silent Hill zu Fuß und gehen zurück in die reale Welt, wo sie per Anhalter von einem Mann namens Travis Grady mitgenommen werden. Dieser fährt das Paar weg, als mehrere Polizeiautos und ein Gefangenentransporter Richtung Silent Hill rasen und die Asche wieder zu fallen beginnt.

## Synchronisation
Die deutschsprachige Synchronisation entstand wie bereits der Vorgänger, bei der Berliner Synchron GmbH Wenzel Lüdecke in Berlin. Dialogbuch und Dialogregie lagen erneut in den Händen von Erik Paulsen.
| Rolle                                    | Schauspieler       | Synchronsprecher       |
| ---------------------------------------- | ------------------ | ---------------------- |
| Heather Mason / Alessa Gillespie         | Adelaide Clemens   | Julia Stoepel          |
| Harry Mason / Christopher Da Silva       | Sean Bean          | Florian Krüger-Shantin |
| Vincent Carter                           | Kit Harington      | Nico Sablik            |
| Claudia Wolf                             | Carrie-Anne Moss   | Anke Reitzenstein      |
| Leonard Wolf                             | Malcolm McDowell   | Wolfgang Condrus       |
| Dahlia Gillespie                         | Deborah Kara Unger | Martina Treger         |
| Rose Da Silva                            | Radha Mitchell     | Tanja Geke             |
| Douglas Cartland                         | Martin Donovan     | Frank Röth             |
| Sharon Da Silva / Junge Alessa Gillespie | Erin Pitt          | Libell Barthel         |
| Travis Grady                             | Peter Outerbridge  | Markus Raab            |
| Detective Cable                          | Milton Barnes      | Thomas Petruo          |
| Detective Santini                        | Jefferson Brown    | Steven Merting         |
| Suki                                     | Heather Marks      | Janin Stenzel          |
| Lehrerin                                 | Arlene Duncan      | Marion Musiol          |

## Kritiken
Von Kritikern wurde der Film überwiegend negativ aufgenommen. Auf Rotten Tomatoes finden sich bei 60 Bewertungen lediglich zehn Prozent positive Kritiken. Metacritic gab dem Film bei 14 Bewertungen die Punktzahl 16 von 100. IGN gab eine Bewertung von 4,5 der möglichen 10 Sterne.
Die Redaktion von Cinema meinte, der Film sei ein „wirkungsvoll inszenierter Schocker ohne das gewisse Etwas“. Regisseurin Bassett setze „neue und alte Monstrositäten […] cool in Szene“. Das Bemühen, dem Werk emotionale Tiefe zu verleihen, scheitere indes. „Für einen Kinofilm ist simple Computerspieldramaturgie schlicht zu schlicht“. Das Lexikon des internationalen Films schrieb hingegen: „Fortführung der Horror-Game-Adaption „Silent Hill“, die weder ästhetisch noch erzählerisch an den Vorgänger anschließen kann, vielmehr einfallslos mit den Versatzstücken des Genres hantiert und überdies die vielschichtige Handlungsvorlage kaum in den Griff bekommt.“